# NGC 1555
NGC 1555, auch bekannt als Hind's Variable Nebula, ist ein Reflexionsnebel, der durch den veränderlichen Stern T Tauri beleuchtet wird und sich im Sternbild Stier befindet. Es ist ein Herbig-Haro-Objekt.
Das Objekt wurde am 11. Oktober 1852 von John Russell Hind entdeckt.